# Kościół Św. Trójcy w Magierowie
Kościół Św. Trójcy – opuszczony, zabytkowy rzymskokatolicki kościół parafialny znajdujący się przy ul. Łesia Martowycza 2 w dawnym miasteczku Magierowie, obecnie osiedlu typu miejskiego na Ukrainie w obwodzie lwowskim, w rejonie żółkiewskim.
Konsekrowany w 1845 roku. Znajduje się na skraju miejscowego parku miejskiego w pobliżu rynku. Po II wojnie światowej kościół został zamknięty oraz przemieniony na zakład przemysłowy, potem służył jako magazyn.
W marcu 2017 został wystawiony na aukcję. W październiku 2019 r. świątynia została sprzedana za 30 tys. hrywien prywatnemu przedsiębiorcy, zajmującemu się handlem żywnością i tytoniem.